# 大關口觀音寺
大關口觀音寺，臺灣澎湖縣馬公市案山里廟宇，主祀觀世音菩薩，現址位於馬公第三漁港海巡署艦隊分署第八海巡隊旁。

## 沿革
民國76年（1987年）某日，當時在馬公安檢所服勤警察孔慶玉在第一漁港海堤內拾獲一落海的觀世音菩薩佛像，便將神像安置於安檢所附近，與一販賣涼飲的女性長者合作搭建木棚，日日奉茶朝拜；由於安檢所附近漁船、商船穿梭不絕，但凡漁民出海捕魚或員警、海巡人員執勤之前，皆有向觀音像參拜的慣例，而觀音菩薩庇蔭船隻安全回航或協助警方查緝走私辦案的靈驗之說口耳相傳，香火遂漸趨興旺。
民國82年（1993年），安檢所原址因應都市規劃，搬遷至案山里第三漁港，安檢所人員曾請示菩薩願意隨同搬遷與否，擲筊獲得菩薩應允，始一併遷移至案山里，而遷移後的菩薩像原本供奉於安檢所樓上辦公室，但因信眾有感參拜不便，後另在辦公室旁搭建一簡陋的小廟安火，以便民眾祭祀。
民國92年（2003年）信徒自組重建委員會，籌資搭建新廟，廟地卻於民國95年（2006年）被澎湖地檢署判定「竊佔國土」定讞，事後檢方卻無拆除的動作，時任馬公市代表會主席蔡光明嚴正質疑檢方執法不力，要求檢方拆廟遷移，一度引起軒然大波，事後大關口觀音寺委員會經縣府輔導，合法取得廟地，順利於民國97年（2008年）農曆八月開工起蓋新廟，民國一百年（2011年）農曆八月二十入火安座。
民國106年（2017年）農曆六月，大關口觀音寺捐贈澎湖縣政府兩部社會福利專車，以作回饋鄉里之用。

## 碑文

大關口觀音寺新建落成碑記（2011年立）

1. ↑  詳見「大關口觀音寺新建落成碑記」（2011年）

## 圖輯

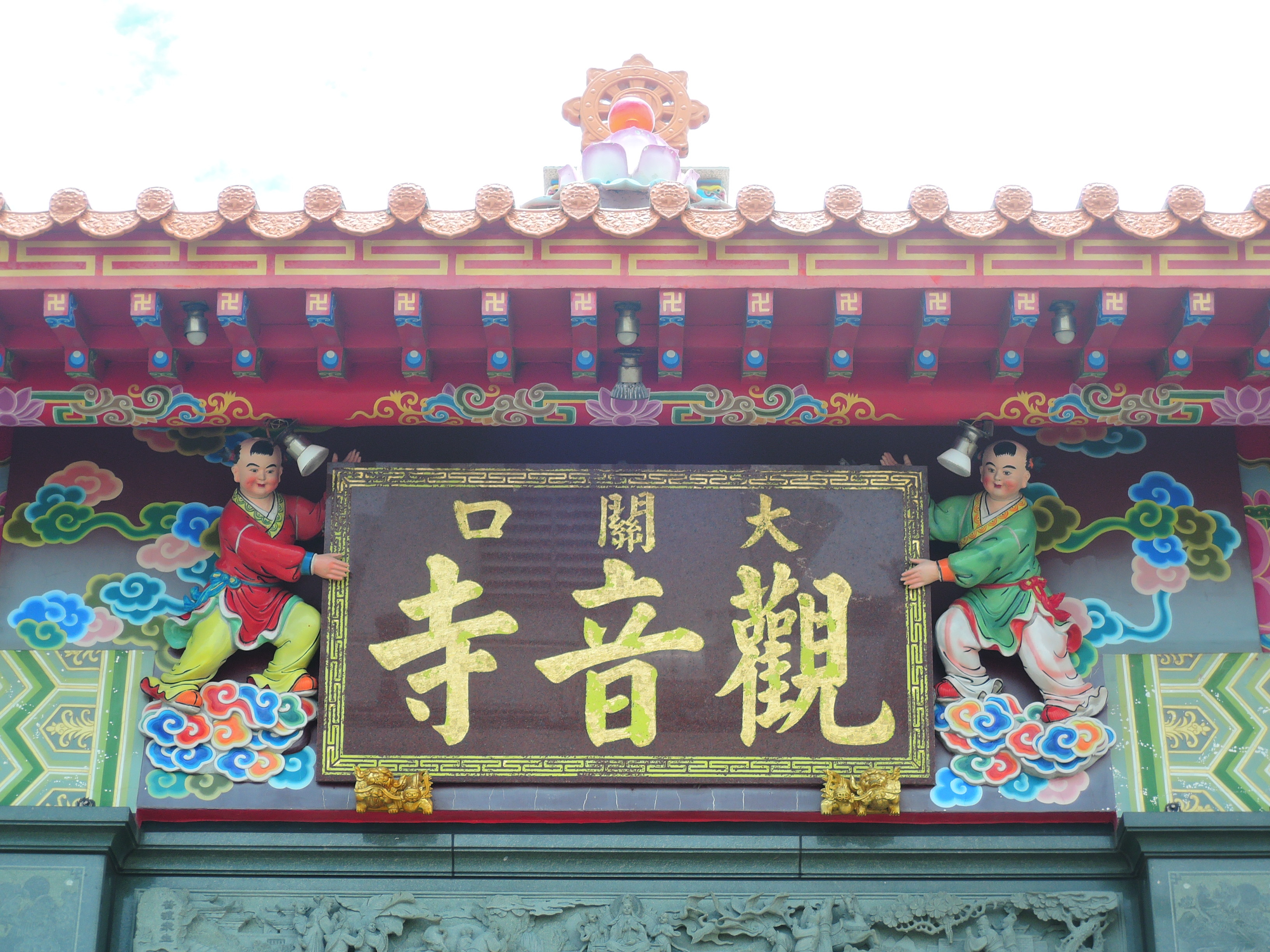
橫式聖旨牌
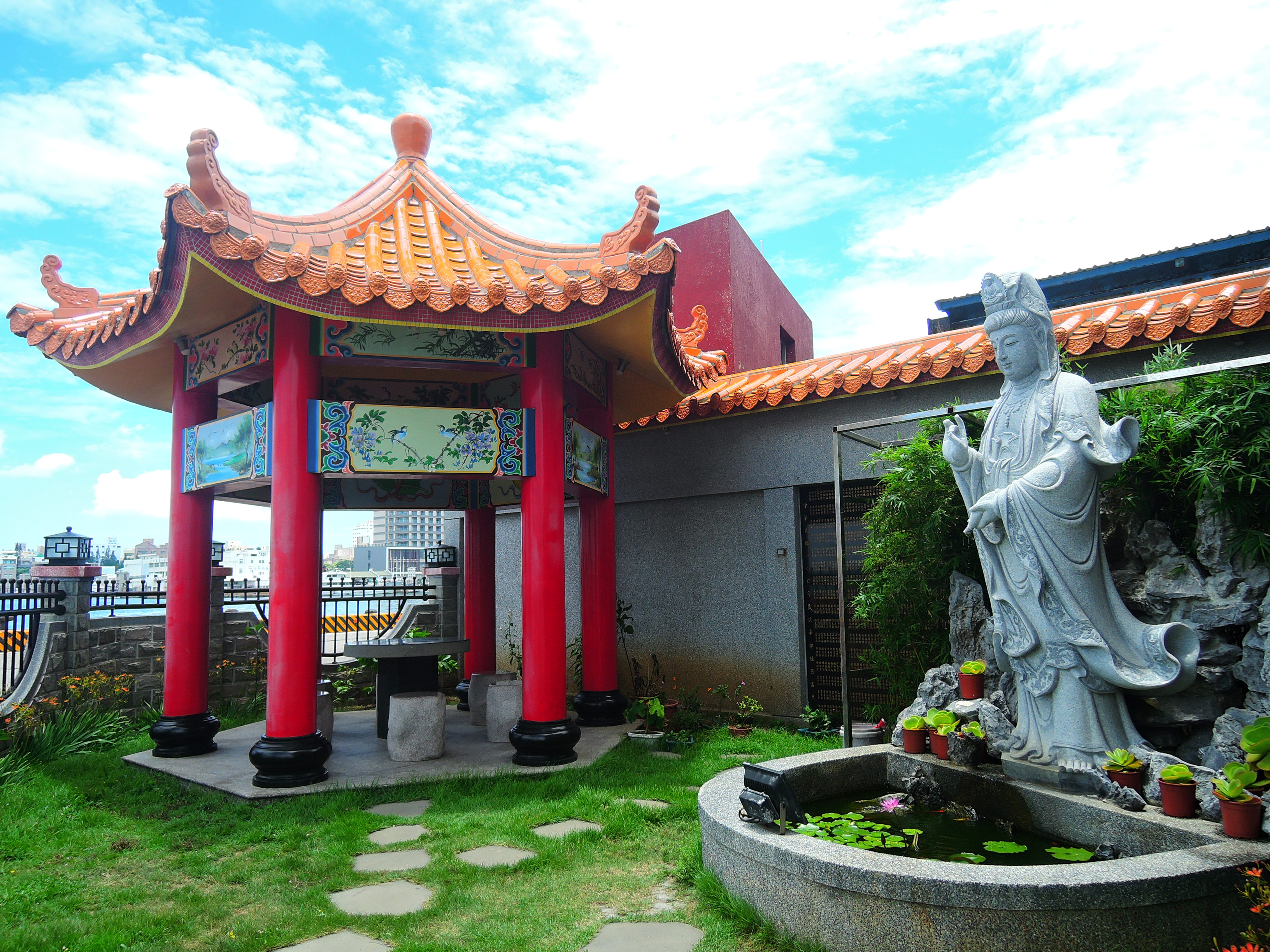
內院涼亭
觀音菩薩像
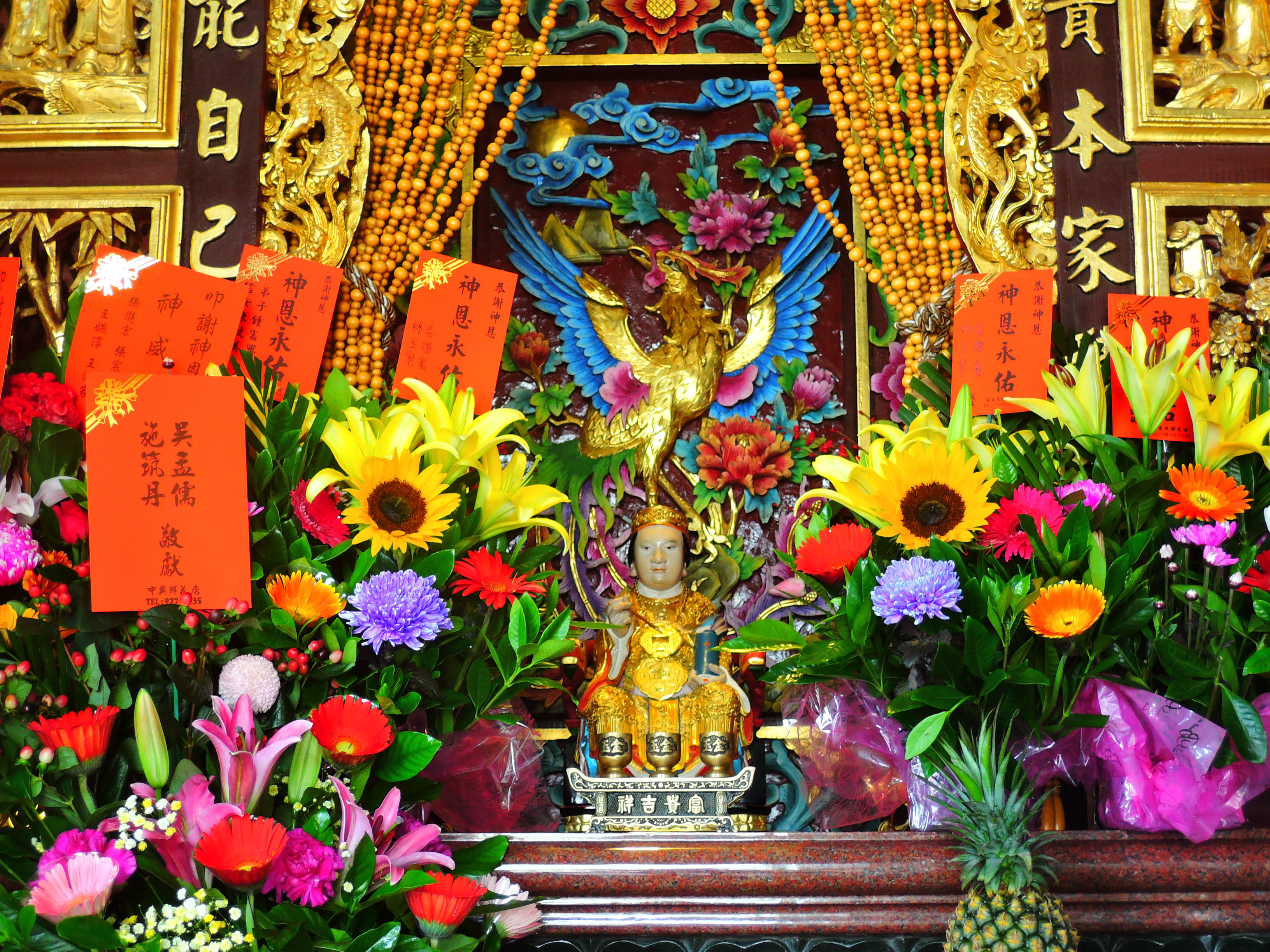
註生娘娘
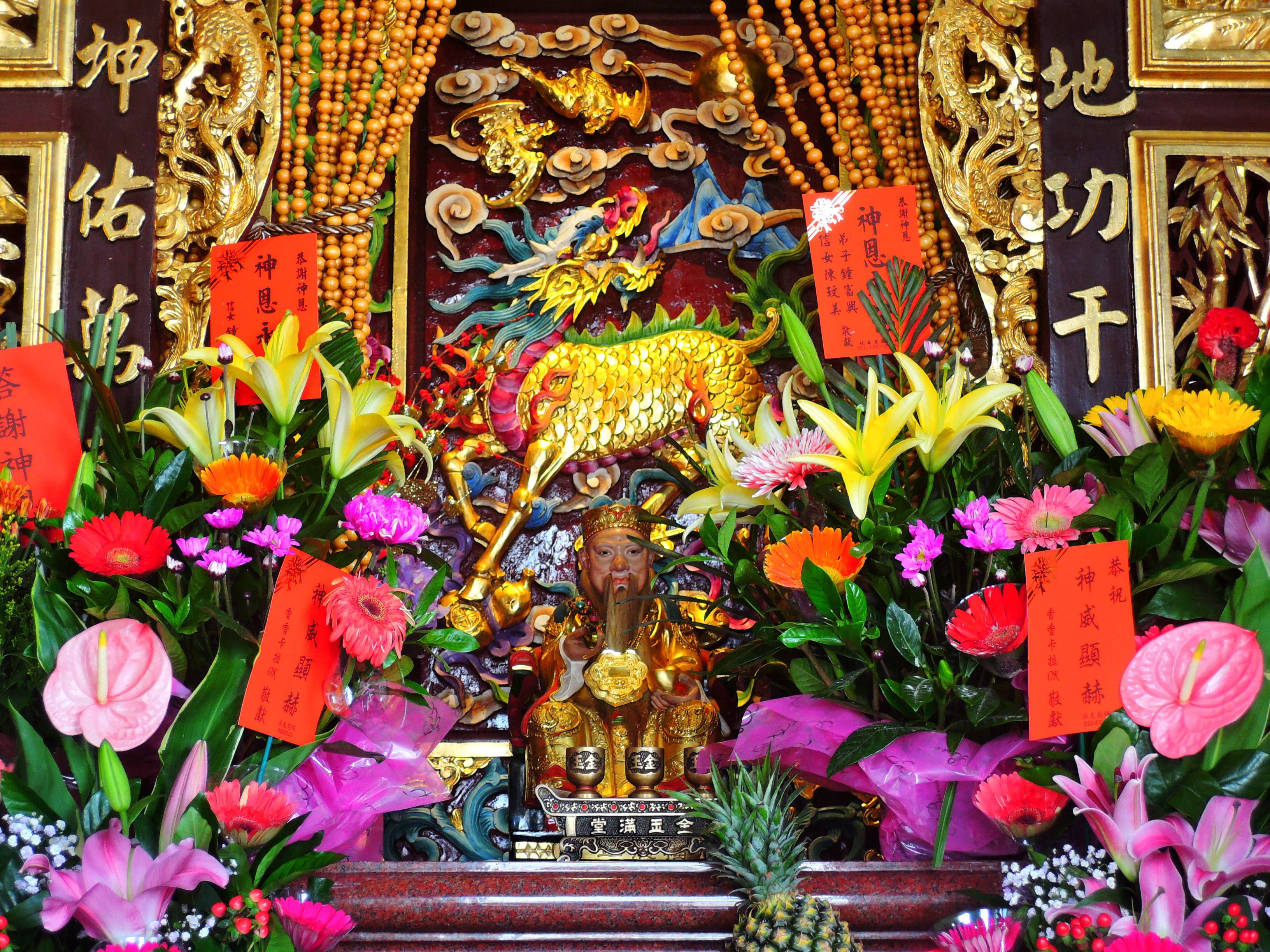
福德正神
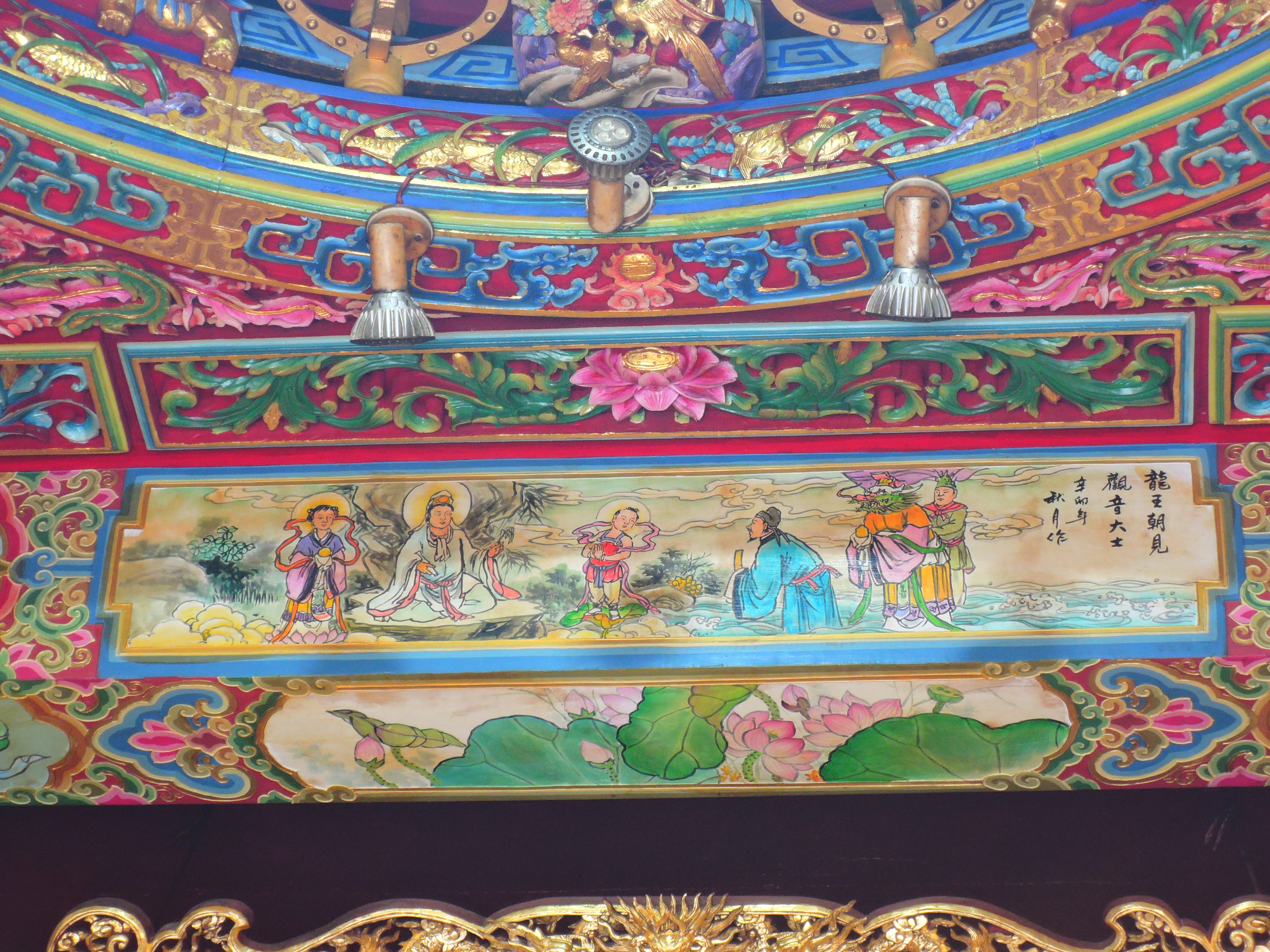
橫樑彩繪